# Emrah Eren
Emrah Eren (Istanbul, 13 novembre 1978) è un allenatore di calcio ed ex calciatore turco, di ruolo difensore o centrocampista.

## Palmarès

### Giocatore

#### Competizioni nazionali
- Campionato turco: 1

Galatasaray: 1999-2000
- TFF 1. Lig: 1

Akhisar Belediyespor: 2011-2012
- Coppa di Turchia: 2

Galatasaray: 1999-2000
Trabzonspor: 2003-2004

#### Competizioni internazionali
- Coppa UEFA: 1

Galatasaray: 1999-2000